# Coleomethia australis
Coleomethia australis là một loài bọ cánh cứng trong họ Cerambycidae.